# 大坞镇
大坞镇，是中华人民共和国山東省枣庄市滕州市下辖的一个乡镇级行政单位。

## 行政区划
大坞镇下辖以下地区：
后岗子村、前岗子村、刘庄西村、刘庄北村、刘庄南村、刘庄东村、小坞村、大坞村、大坞南村、东坞村、邓庄村、小刘庄村、姜庄村、马楼村、东洋汶村、大邵庄村、吴楼村、石楼村、休城村、小市庄村、和福村、大市庄村、王寨村、战河村、后峄庄村、耿庙村、前峄庄西村、前峄庄中村、前峄庄东村、俭林村、狄庄村、龙泉村、东仓村、东桥头村、西桥头南村、西桥头北村、西仓村、东郝楼村、西郝楼村、东立里村、西立里村、两水泉东村、两水泉西村、两水泉南村、苗庄村、柳园村、牟庄村、袁前村、袁北村、池头集中村、池头集东村、池头集西村、望凫村、洪山口村、任山村、任前村、西韩庄东村、西韩庄北村、西韩庄西村、东韩庄村、单庄村、雷山村、西土山村、福兴村和金城村。

## 人口
2010年中国第六次人口普查时，大坞镇共有人口81408人。共有家庭22731户，平均每户3.39人。14岁以下的少年儿童共12177人，占总人口14.95%；15-64岁人口共60343人，占总人口74.12%；65岁及以上的老年人共8888人，占总人口的10.91%。男性共计42667人，占总人口52.41%；女性共计38741，占总人口47.58%。本地居住的人口中，拥有本地户籍的人口为78757人，占96.74%。